# Palacio Legislativo de Ecuador
El Palacio Legislativo de Ecuador es el edificio donde desarrolla sus actividades la Asamblea Nacional, órgano legislativo de la República del Ecuador. El edificio se encuentra ubicado en el límite norte de la parroquia Centro Histórico de la ciudad de Quito, en una manzana de 25.200m² de superficie, limitada por la calle Juan Montalvo (ingreso principal), la avenida Gran Colombia y las calles 6 de Diciembre y Piedrahita.

## Historia

### Antecedentes
Tras la Independencia, el poder Legislativo ecuatoriano se instaló en el claustro de San Buenaventura del complejo clerical de San Francisco, sesionando allí hasta el año 1866, en que pasó a un pabellón construido por orden del presidente Jerónimo Carrión en la esquina posterior noroccidental del Palacio de Carondelet.

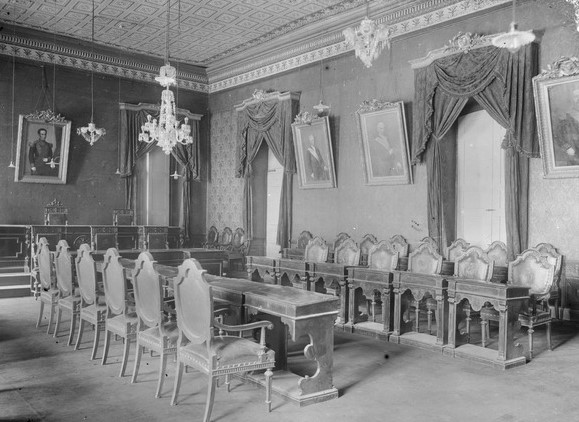
El Salón del Senado, hacia 1905, en la cabecera sur del Recinto Legislativo de Carondelet.

El Recinto Legislativo estaba conformado por dos salones, uno con estrado en el norte y otro en el sur del salón, que contenían las curules de los senadores y congresistas. Estaba decorado con retratos del Libertador Simón Bolívar, el Gran Mariscal Antonio José de Sucre y varios presidentes del siglo XIX como Gabriel García Moreno, Jerónimo Carrión, Ignacio de Veintimilla, Antonio Flores Jijón, entre otros. En el Recinto Legislativo funcionaron también varias asambleas constituyentes, como la de 1929 que legitimó al presidente Isidro Ayora. 
En marzo de 1905, el Gobierno del general Leónidas Plaza contrató al arquitecto italo-suizo Francisco Durini Cáceres para diseñar una sede legislativa más apropiada, y que ocupara todo el largo de los terrenos que se ubicaban en la calle Benalcázar, detrás del Palacio de Carondelet. Los bocetos presentados y aprobados respondían a un palacio bicameral de estilo neobarroco que no se llegó a construir debido a la caída del presidente Lizardo García poco menos de un año después, en enero de 1906. En lugar del Palacio Legislativo proyectado, se construyó el Palacio de Correos, que actualmente alberga a la Vicepresidencia de la República y el Ministerio de Gobierno. 
En 1914 el Congreso Nacional ocupaba el ala norte del edificio del actual Centro Cultural Metropolitano, que se ubica junto al Palacio de Carondelet, y que mandó a reedificar con el arquitecto Francisco Espinosa Acevedo en el estilo que conocemos hasta la actualidad.
El legislativo volvería a ocupar este edificio entre 1956 y 1960, mientras se construía la sede definitiva al norte de La Alameda.
Durante los años 50, dado el poco espacio que tenía el Recinto Legislativo, los actos protocolarios de posesión presidencial se realizaban en el Teatro Nacional Sucre. El Recinto Legislativo fue modernizado en los años 50 con la instalación de equipos de radio que permitían la transmisión en vivo de los debates del Congreso. 

### Construcción

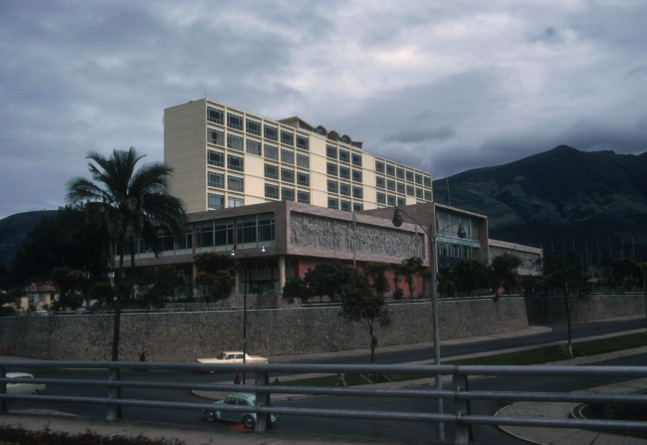
El Palacio Legislativo de Ecuador en la década de 1960.

El actual Palacio Legislativo responde a la necesidad planteada por el presidente Camilo Ponce Enríquez de frente a la XI Conferencia Interamericana de Cancilleres, prevista a celebrarse en Quito en 1959, y que ameritaba la construcción de varias estructuras gubernamentales. El crecimiento de la ciudad a inicios del siglo XX, y sobre todo la aparición del exclusivo barrio Mariscal Sucre al norte de El Ejido, contribuyeron a que se escogieran los terrenos que quedaban entre el Centro Histórico y este nuevo polo de desarrollo urbanístico, como el sitio ideal para los nuevos edificios públicos que planeaba construir el Estado.
En 1956 Sixto Durán Ballén, ministro de obras públicas del presidente Ponce Enríquez, contrató el diseño del edificio al arquitecto Alfredo León Cevallos, quien era parte de su propio equipo en la firma ARQUIN, pero sin dejar de ser una apuesta arriesgada si se considera que se trataba de su primera obra en el ejercicio de su profesión. El edificio debía ser diseñado para que fuera sede, en primera instancia, de la Conferencia Interamericana que nunca llegó a realizarse y, posteriormente, del poder legislativo y otras funciones públicas complementarias.
Sin embargo, los trabajos de construcción no comenzaron sino hasta el año 1958, cuando estos fueron adjudicados tras una licitación convocada en enero a la Compañía Mena-Atlas y al ingeniero Galo Amino, que debían entregar la obra en un plazo de 16 meses pero que, debido a detalles menores en los acabados y la obra del artista Víctor Mideros, se postergó hasta marzo de 1960. Los jardines y las amplias plataformas de acceso, por otro lado, fueron diseñados por el arquitecto Andrés Chiriboga, especializado en Brasil.

### Incendio y reconstrucción
El 5 de marzo de 2003 se produjo un incendio que consumió parte del Palacio Legislativo, cuya causa habría sido presuntemnte una cafetera encendida en una de las oficinas, razón por la que durante los 15 días posteriores las sesiones del Pleno se celebraron en la Universidad Andina Simón Bolívar.
En julio de 2004 inició la primera fase de reconstrucción de las áreas afectadas por el incendio que consumió el palacio (planta baja, mezanine y los dos primeros pisos), que concluyó en julio de 2008 a un costo de 17,5 millones de dólares. La segunda fase de 12 millones de dólares, en cambio, incluyó dos pisos de oficinas, parqueaderos subterráneos, espacio para la escolta legislativa y equipamiento de última generación para voto electrónico.
Durante la mayor parte del tiempo que duraron los trabajos de reconstrucción, el Congreso Nacional y las oficinas de los diputados funcionaron en el edificio del Banco Central del Ecuador, ubicado frente al ángulo sur del parque La Alameda y cedido en comodato al legislativo tras el incendio. El Banco Central reclamó su edificio de vuelta cuando el Congreso Nacional fue cesado para dar paso a la Asamblea Constituyente, convocada por el presidente Rafael Correa en 2007.
El edificio comenzó a funcionar nuevamente como sede del poder legislativo desde el 28 de julio de 2008, tras culminar su reconstrucción y las funciones de la Asamblea Constituyente, que se reunía en el Complejo de Ciudad Alfaro, en Montecristi.

### Casa de Protocolo

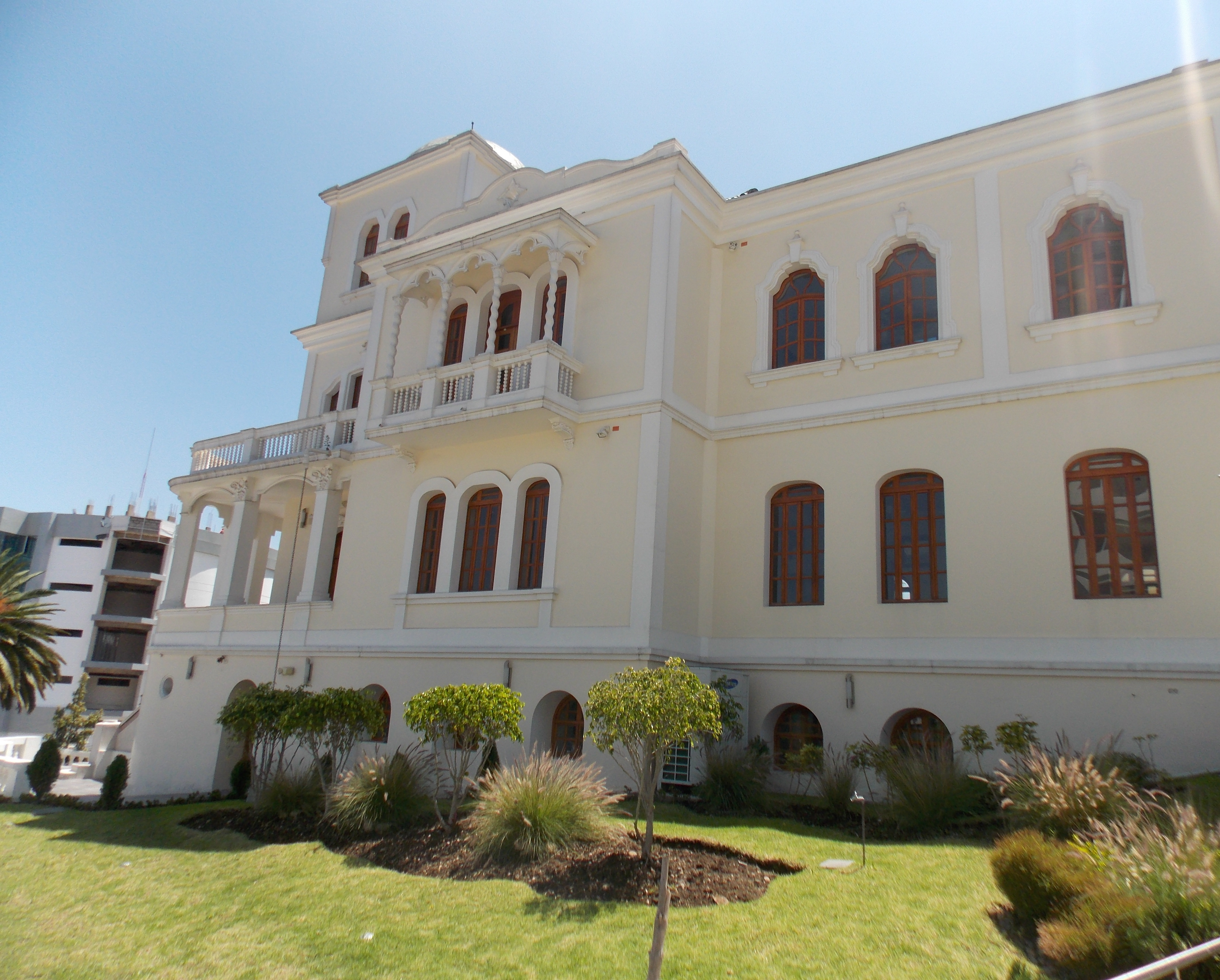
Villa Lasso, fachada occidental.

En 2012 el Municipio de Quito entregó la mansión conocida como Villa Lasso en comodato a la Asamblea Nacional, para que la convirtiése en su Casa de Protocolo. La remodelación de la aristocrática casona de estilo ecléctico, construida originalmente en la década de 1940 y ubicada a pocos pasos del Palacio Legislativo, fue encargada al Cuerpo de Ingenieros del Ejército que trabajó en ella durante 12 meses. La casa fue entregada con una ceremonia simbólica el 26 de abril de 2013.

## Arquitectura
Concebido bajo los criterios arquitectónicos del estilo internacional, con fuerte influencia de la escuela de la Bauhaus, el Palacio Legislativo de Ecuador se encuentra implantado en el centro de un terreno de 25.200m² de superficie sin linderos compartidos, de los cuales 22.000 corresponden al área construida y el resto a los jardines diseñados por Andrés Chiriboga.
La edificación está constituida por tres volúmenes articulados entre sí pero con formas diferentes: así, tenemos dos paralelepípedos a cada lado del ingreso principal, que antiguamente estaban destinados a ser las salas de sesiones de las cámaras de Diputados y Senadores; después se encuentra un hexágono que alberga la Sala del Pleno, donde actualmente se reúne la Asamblea, pero que originalmente fue concebido únicamente para las sesiones conjuntas de ambas cámaras del legislativo; y finalmente se halla el volumen vertical y rectangular que se alza nueve pisos sobre el nivel del suelo, que alberga las oficinas de los asambleístas y autoridades.
El incendio de 2003, sumado a la creciente necesidad de espacio para un cada vez mayor número de legisladores, provocó que el palacio fuese rediseñado y ampliado entre 2004 y 2008; concluyendo con el mayor cambio visible alrededor de todo el bloque de oficinas, en el que se colocó un plano cribado a manera de velo que permite entrever la anterior silueta del edificio.

### Mural de Luis Mideros

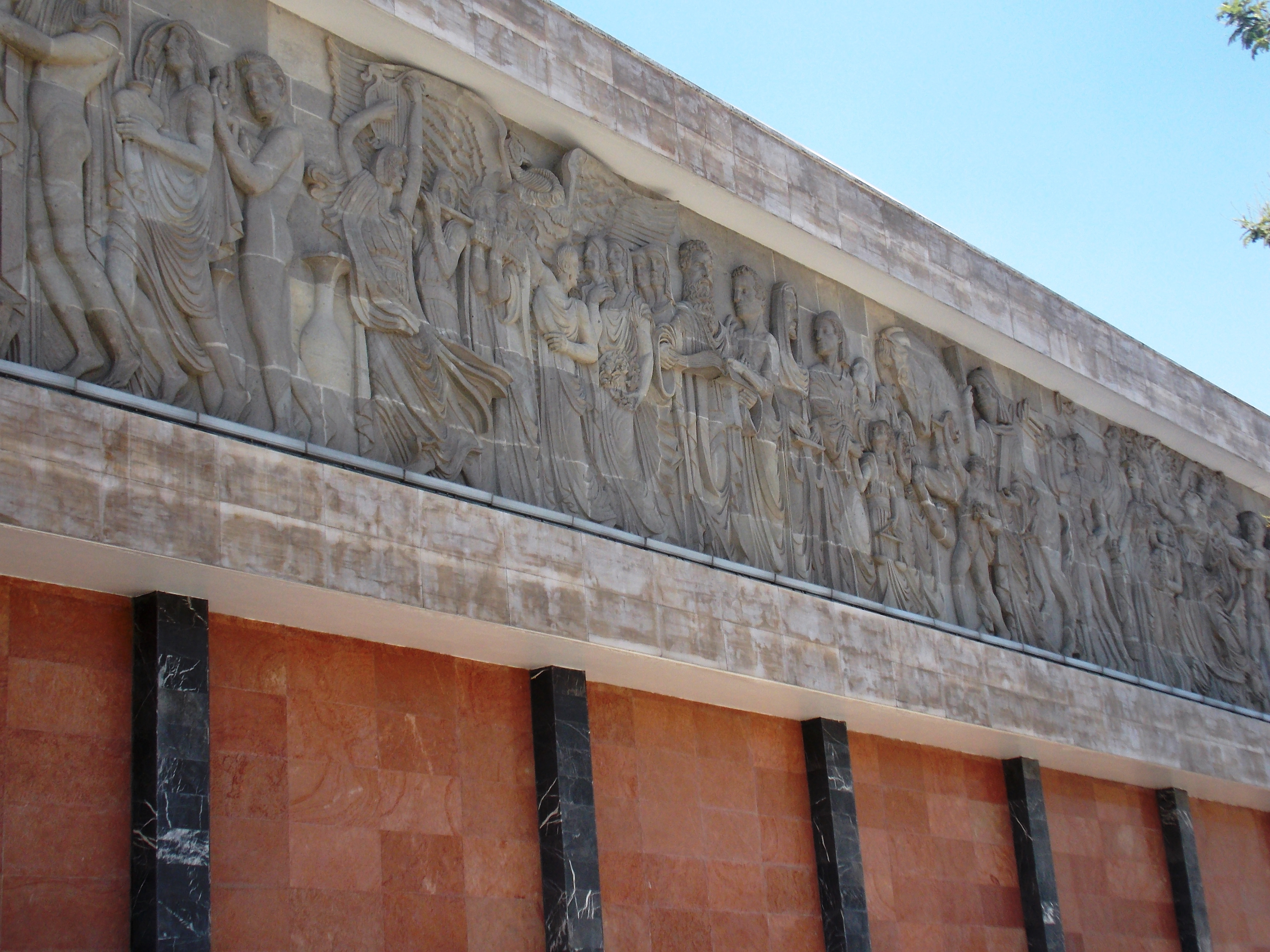
Síntesis de la Historia del Ecuador del escultor Luis Mideros, friso exterior de la fachada.

En 1957 se comisionó al célebre escultor ibarreño Luis Mideros para realizar el mural pétreo que decora y da identidad única a la fachada principal del edificio. Entre 1958 y 1960 Mideros se dedicó por completo al mural, de 40 metros de longitud por 7 de alto, titulándolo "Síntesis de la historia del Ecuador". En la obra se representan, de izquierda a derecha, las siguientes imágenes:
- Silla de la cultura manteña
- Dos indígenas que se dan la mano, dispuestos a luchar contra los conquistadores españoles
- Encuentro entre Francisco Pizarro y el emperador Atahualpa en Cajamarca
- Francisco de Orellana sobre un caballo descubriendo el río Amazonas
- Fray Jodoco Ricke con una vasija que contiene las primeras semillas de trigo en el territorio ecuatoriano
- Tres mujeres llevando frutas de diferentes regiones del país
- Eugenio Espejo, prócer de la independencia latinoamericana
- Abdón Calderón, héroe de la Batalla de Pichincha, acompañado de tres soldados españoles
- Grupo de mujeres trabajando
- Rueda que representa la industria y el progreso
- Grupo de mujeres tocando instrumentos musicales, como celebración del final del dominio español
- Un caballo, una mujer y un niño, representando respectivamente a España, la Gran Colombia y la naciente República del Ecuador
- Un hombre con un libro abierto, que representa las leyes y la Constitución del país
- Una mujer con una balanza en representación de la justicia, acompañada con una indígena que porta un compás señalando la ubicación del país en el globo terráqueo

### Mural de Oswaldo Guayasamín
En agosto de 1988, el artista quiteño Oswaldo Guayasamín entregó el mural de 360m² que decora el Salón del Pleno, y que fue criticado durante su inauguración por el representante diplomático de los Estados Unidos, que se retiró de la ceremonia debido a la presencia en la obra pictórica de un rostro calavérico con casco nazi y las siglas de la Agencia Central de Inteligencia del país norteamericano sobre su cabeza. En el mural destacan, al centro, un sol andino sostenido por las manos típicas del artista, y a los costados los personajes anónimos que representan al pueblo con leyendas alusivas a la nacionalidad ecuatoriana.

### Valoración
El edificio es considerado una de las obras emblemáticas del primer brote de arquitectura moderna, con influencia de la Escuela de Bauhaus, en el país, por lo que en 2011 el Municipio de Quito anunció que entraría en la lista de patrimonio histórico de la ciudad. En 1960 fue merecedor del Premio Ornato, otorgado por el Alcalde a las construcciones que ayudan a embellecer el paisaje urbano de la urbe.